# Lambanggelun
Lambanggelun is een bestuurslaag in het regentschap Pekalongan van de provincie Midden-Java, Indonesië. Lambanggelun telt 3614 inwoners (volkstelling 2010).